# Dioctria eoa
Dioctria eoa är en tvåvingeart som beskrevs av Pavel Lehr 1965. Dioctria eoa ingår i släktet Dioctria och familjen rovflugor. Inga underarter finns listade i Catalogue of Life.